# 路易斯·沙利文
路易斯·亨利·沙利文（Louis Henri Sullivan，1856年9月3日—1924年4月14日），美國建築師，被誉为「摩天大樓之父」和「現代主義之父」。 他是芝加哥建筑学派的代表人物之一，許多人認為是他創造了現代的摩天大樓。
沙利文也是影響深遠的建築師，其学生、著名建築師法蘭克·洛伊·萊特用德語尊稱他為「崇敬的宗師（Lieber Meister）」。他曾在麻省理工學院學習建築，後來又到巴黎國立高等美術學院學習，受教於約瑟夫·奧古斯特·埃米爾·沃德默門下。